# فيكتور غريفيث
فيكتور غريفيث (بالإسبانية: Víctor Griffith) هو لاعب كرة قدم بنمي، ولد في 12 ديسمبر 2000 في مدينة بنما في بنما.

## وصلات خارجية
- فيكتور غريفيث على موقع الدوري الأمريكي (الإنجليزية)
- فيكتور غريفيث على موقع إي إس بي إن إف سي (الإنجليزية)
- فيكتور غريفيث على موقع قاعدة بيانات كرة القدم.إي يو (الإنجليزية)
- فيكتور غريفيث على موقع ناشيونال فوتبول تيمز (الإنجليزية)
- فيكتور غريفيث على موقع Soccerbase.com (لاعب) (الإنجليزية)
- فيكتور غريفيث على موقع Soccerway.com (الإنجليزية)
- فيكتور غريفيث على موقع عالم كرة القدم.نت (الإنجليزية)